# Marc Pincherle
Marc Pincherle (ur. 13 czerwca 1888 w Konstantynie, zm. 20 czerwca 1974 w Paryżu) – francuski muzykolog.

## Życiorys
Studiował na Sorbonie, gdzie jego nauczycielami byli Louis Laloy, André Pirro i Romain Rolland. Wykładał w paryskiej École Normale de la Musique, od 1927 do 1955 roku był dyrektorem artystycznym Société Pleyel. Pełnił funkcję redaktora naczelnego czasopism „Le Monde musical” (1925–1927) i „Musique” (1927–1930). Uczestnik I i II wojny światowej. W 1940 roku dostał się jako jeniec do niemieckiej niewoli, w której przebywał do marca 1941 roku. Był członkiem Société Française de Musicologie, w latach 1932–1935 pełnił funkcję jego sekretarza, 1945–1948 wiceprezesa, a 1948–1956 prezesa. Od 1948 roku kierował założoną przez siebie Académie Charles-Cros. Był członkiem Académie Royale de Belgique i członkiem honorowym Royal Musical Association w Londynie.
W swojej pracy naukowej zajmował się badaniami nad muzyką instrumentalną XVII i XVIII wieku, ze szczególnym naciskiem na stronę wykonawczą utworów na instrumenty smyczkowe. Napisał obszerną monografię na temat życia i twórczości Antonia Vivaldiego.

## Wybrane prace
(na podstawie materiałów źródłowych)
- Les Violonistes compositeurs et virtuoses (Paryż 1922)
- Feuillets d’histoire du violon (Paryż 1927, 2. wyd. 1935)
- Corelli (Paryż 1933)
- Les Musiciens peints par eux-mêmes (Paryż 1939)
- Antonio Vivaldi et la musique instrumentale (2 tomy, Paryż 1948)
- Les Instruments du quatuor (Paryż 1948, 3. wyd. 1970)
- L’Orchestre de chambre (Paryż 1948)
- Jean-Marie Leclair l’âiné (Paryż 1952)
- Petit lexique des termes musicaux d’usage courant (Paryż 1953, 2. wyd. 1973)
- Corelli et son temps (Paryż 1954; wyd. ang. Corelli, His Life, His Work Nowy Jork 1956)
- Vivaldi (Paryż 1955; wyd. ang. Vivaldi. Genius of the Baroque Londyn 1957)
- Fritz Kreisler (Genewa 1956)
- Albert Roussel (Genewa 1957)
- Histoire illustrée de la musique (Paryż 1959, 2. wyd. 1962)
- Le Monde des virtuoses (Paryż 1961)
- Musical Creation (Waszyngton 1961)
- L’orchestra da camera (Mediolan 1963)
- Le Violon (Paryż 1966, 2. wyd. 1974)